# Bashkia e Rrogozhinës
Bashkia e Rrogozhinës är en kommun i Albanien.   Den ligger i prefekturen Qarku i Tiranës, i den centrala delen av landet, 30 kilometer sydväst om huvudstaden Tirana.
Trakten runt Bashkia e Rrogozhinës består till största delen av jordbruksmark.  Runt Bashkia e Rrogozhinës är det tätbefolkat, med 308 invånare per kvadratkilometer.